# Margacinta (Cijulang)
Margacinta is een bestuurslaag in het regentschap Ciamis van de provincie West-Java, Indonesië. Margacinta telt 3213 inwoners (volkstelling 2010).